# 卢斐
卢斐（？—？），字子章，范阳郡涿县（今河北省涿州市）人，北魏侍中、骠骑将军、左光禄大夫、仪同三司、章武孝穆伯卢同的长子，东魏、北齐时期的官员。

## 生平

### 为官残酷
卢同死后，卢斐承袭为章武县伯。卢斐生性残忍，以断案无理判决而知名，高澄引荐他担任大将军府刑狱参军，对他说：“志向高远而处事疏阔，富有文采文章可观，这不是好名字。”东魏武定年间，卢斐出任司徒掾，当时司徒左府有阳平人吴宾为了乱认继嗣的事，申诉很久。司徒长史王昕、司徒郎中郑凭、司徒掾卢斐、司徒属王敬宝等人穷究他的诉讼，从头到尾经过数年，审讯拷问不得实情。司徒娄昭交付司徒右长史崔昂推究审问，当天就追查到根源，得到实情。娄昭感叹的说：“左府都官几人，不如右府一个长史。”。北齐天保年间，卢斐逐渐升迁至尚书左丞，与廷尉卿崔昂另外掌管京畿地区关押钦定要犯的监狱，都有凶暴狠毒的名声。卢斐残酷无度违背了人之常情，不问事情大小，鞭打刑讯过度，在大棒和车轮下整死了不少人。或是严冬极寒的时候将囚犯置于冰雪之上，或是在盛夏酷热的时候将囚犯置于烈日下暴晒，冤枉致死者，前后超过百人。卢斐还侦查官吏的罪过，动不动就上奏报告，朝廷官员见到卢斐，没有不驻足站立屏住呼吸的，都把他当做侦查刺探官民的校事。卢斐洋洋得意，说起话来必定自我炫耀。

### 谤史风波
魏收完成《魏书》后，卢斐、李庶、王松年、卢潜都说《魏书》没有秉笔直书而争辩，《魏书》记载王慧龙“自称”太原人，又记载王琼不擅做事，卢同的传记被附带于卢玄的传记后，李庶的祖父李平是梁国蒙县人且家室贫贱，卢斐等人就是因此才表示争辩，他们对杨愔说：“魏收诬陷毁谤一个朝代，按罪该杀。”卢思道也说：“元魏国史的记载特别不客观。”卢斐和李庶等人与魏收当面互相诋毁污辱，无所不至。杨愔偏袒魏收，所以就报告齐文宣帝高洋，魏收也向齐文宣帝报告说：“臣得罪了强大的家族，将会被刺客暗杀。”齐文宣帝大怒，亲自责问卢斐和李庶，卢斐说：“臣的父亲卢同在元魏出仕，官至仪同，功业显著，名闻天下，与魏收不沾亲，魏收就不给他独自立传，只是附带在同族祖父中书郎卢玄的传记之下。博陵崔绰，官位仅仅是本郡的功曹，更没有什么事迹，却是魏收母家的亲属，就位于列传的首位。”魏收回答说：“崔绰虽然没有官位，名声与道义值得赞许，所以放在多人的传记中。”齐文宣帝看中魏收的文才，不想加罪与他。高德政因为自己家族的传记写的很好，就对齐文宣帝说：“国史定稿后，应当流传天下，人情怎么可能都考虑到？诽谤者应当定重罪，不然事情无法了结。”齐文宣帝因此将卢斐、李庶、王松年、卢潜、卢思道等人定罪诽谤史书，囚禁起来剃光头发鞭打二百下，发配到制造铠甲的作坊里，卢斐死在临漳县的监狱中。

## 家族

### 祖父
- 卢辅，北魏幽州别驾

### 父亲
- 卢同，北魏侍中、骠骑将军、左光禄大夫、仪同三司、章武孝穆伯

### 兄弟
- 卢筠，北齐青州中从事

## 延伸阅读
[在维基数据编辑]
 《北齊書/卷47》，出自李百药《北齊書》